# 江差かもめ島祭り

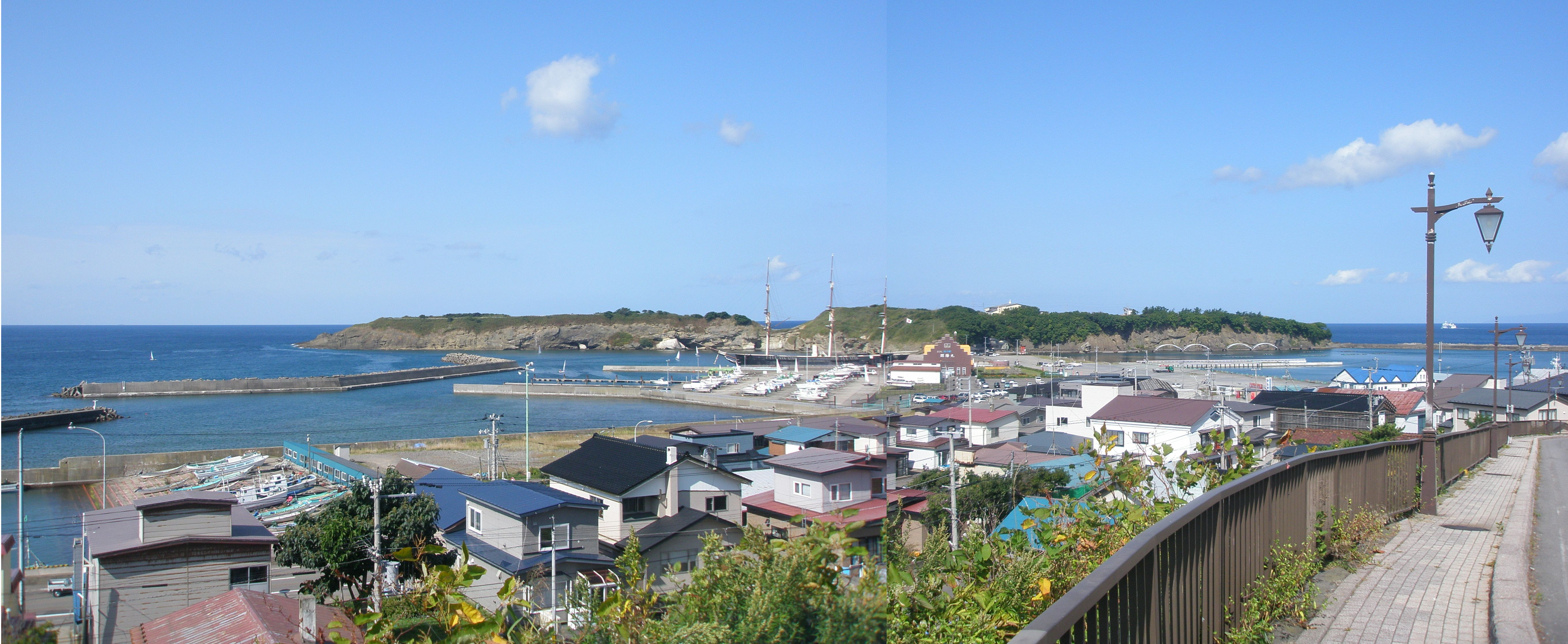
江差かもめ島祭りのメイン会場となる鴎島の全景（2枚合成）

江差かもめ島祭り（えさしかもめじままつり）は、毎年7月に北海道檜山郡江差町の鴎島とその周辺にて行われる祭りである。

## 概要
例年、毎年7月の第1土曜日とその翌日に、江差港に隣接する鴎島にある瓶子岩と厳島神社に関する神事を中心に、鴎島の上部や周辺で行われる行事を含めた祭りとなっている。

## 祭りの源流と歴史
江差かもめ島祭りの中心をなす神事に伴う源流をたどると、現在の姥神大神宮渡御祭と同じく、江差町における姥神大神宮の折居（於隣とも）の伝説に行き着く。
現在の姥神大神宮渡御祭となる以前は「姥神弁天宮祭礼」と称し、鴎島に建てられた弁天社（弁財天社とも、現在の厳島神社）を姥神大神宮の摂社とした二社祭として、それぞれの神社において隔年で行われていたが、1862年（文久2年）に姥神大神宮の氏子の主体である常磐講の発議でそれぞれの祭礼が分離・独立して毎年執行されるようになった。なお、その時点では姥神大神宮の祭礼が8月15・16日、弁天社（現・厳島神社）の祭礼が5月26・27日となっていた。
祭礼の分離に伴い、それまでの山車供奉は姥神大神宮の祭礼に移る事となり、現在に至るかもめ島祭りにおいては、同じく折居（於隣）伝説に伴う瓶子岩に関連する厳島神社の神事が中心となった。

## 行事

### 神事
神事は島内の厳島神社の例大祭として次の通り行われる。
1日目
- 瓶子岩大しめ縄なえ

前浜と呼ばれる瓶子岩を望む砂浜にて、漁業従事者の有志によって、瓶子岩に飾り付けるしめ縄本体の大縄と、〆の子に使われる縄をなえる。
- 瓶子岩大しめ縄しめ飾り

なえたしめ縄をフロートで瓶子岩の下まで運んだあと、若衆によってしめ縄を取り替える儀式が行われる。
- 江差神楽奉納

しめ縄飾りの終了後、しめ縄を運ぶのに使われたフロートの上において、しめ縄なえに携わった漁業従事者一同参列のもと、宮司と巫女による江差神楽の奉納が執り行われる。
- 厳島神社例大祭（宵宮祭）

夕刻（18:30頃）、島上にある厳島神社にて宵宮祭が行われる。例大祭では開式の辞、修祓の儀、宮司一拝、開扉の儀、献饌の儀、祝詞奉上、献幣の儀、宮司玉串奉奠、関係者玉串奉奠、御遷霊祭（御霊を神輿に遷す神事）、神輿修祓の儀、水先案内船定めの儀（御座船〈神輿を載せて渡御する船〉を先導する船を決める神事）、神楽、獅子舞、徹幣の儀、徹饌の儀、閉扉の儀、宮司一拝、閉式の儀、直会（なおらい）という一連の神事を行う。
2日目
- 厳島神社例大祭（御神輿海上渡御・発輿祭 - 着輿祭）

厳島神社に納められている神輿の渡御が午前中（8:00頃）より行われる。発輿祭として開式の辞、修祓の儀、宮司一拝、開扉の儀、献饌の儀、祝詞奉上、献幣の儀、玉串奉奠を行い、宮司以下神職一同と漁業従事者の有志によって神輿が神社を発輿して、江差港の岸壁に接岸された「御座船」と呼ばれる専用の漁船に神職一同と共に載せられ、水先案内船先導のもとで鴎島周囲の海上を渡御したのち、再び神職一同と漁業従事者の有志によって厳島神社に着輿する。着輿後は社殿内にて着輿祭となり、修祓の儀、神輿奉案、宮司御霊代を御奉遷、献饌の儀、祝詞奉上、宮司玉串奉奠、関係者玉串奉奠、徹饌の儀、宮司一拝の神事を行う。

### その他のイベント
1日目
- 海上保安庁巡視船体験航海

江差港に配備されている海上保安庁の巡視船の乗船体験ができる。通常は午前中（11:00頃～）に先着順で配布される乗船券を入手した上で参加が可能で、1日に2回程度行われる。
- 江差小学校鼓笛隊・江差音頭千人パレード

江差町内の新地町を出発して鴎島に至るルートでパレードが行われ、江差小学校の鼓笛隊パレードに続き、江差の民謡団体・町内会などで参加の町民・江差高校の生徒などにより、江差の各種民謡に合わせた踊りを踊りながら練り歩く。パレード終点の鴎島に至る道路上では、江差高校の生徒が「江差鮫踊り」を踊るのがパレードの締めくくりとなっている。
- 島フェス

島上のステージイベントとして、クラブDJやダンスによるパフォーマンスが行われる。
- 炉端焼きコーナー

夕刻（16:00頃）から島上にて、現地で販売の肉・野菜・海産物を用意されたバーベキューコンロで焼いて食べる事のできる「炉端焼きコーナー」が設けられる。販売は現地で直接のほかに前売り券の購入もある。炉端焼きコーナーは翌日にも行われる。
2日目
- 全道北前船競漕大会

大会専用に用意された手漕ぎの北前船による大会。北前船は漕ぎ手6～8名・舵取り1名・鐘（銅鑼）合図1名で編成されたチームで漕ぐ。江差港内に設けられた1レース4隻の特設コースで、スタート後にボンテン（ブイ）まで漕ぎ、ボンテンの外側を左回りで折り返し、ゴールとして定めた2本の白旗ボンテン両端間を繋ぐライン上に船の先端が達した時のタイムによって順位付けをするタイムレース制で、予選・準決勝戦・決勝戦の順に行われる。
開催当初は鴎島東側に対面する岸壁側に作業台船またはフロートを係留してスタート位置としていた。これはスタート地点となる岸壁の形状がコース方向に対して直角では無いため、距離差が出ないようにするための措置であったが、その後鴎島側に、既存岸壁に対して直角に作られた新しい岸壁が完成した事から、現在では新岸壁側をスタート地点としている。
- 鴎島灯台一般公開

普段は無人で入口が閉鎖されている鴎島灯台の内部が一般公開される。
- その他、「キャラクターショー」「キャラクターゲーム大会」やラジオ番組の公開録音などといったステージイベントも行われる。

単発のイベント・過去に行われたイベントなど
- 七夕 night～豊漁・海の安全・未来に想いをはせて～

2019年（令和元年）7月6日開催。この年は開催日が6日・7日と七夕が重なった日程となった事で、島上のステージ前の芝生上に巨大ニシンのぼりを敷き詰めて、その周りを参加者手作りの灯籠で囲んだ後、その灯籠を持って前浜の波打ち際に並べ、豊漁や海の安全等を祈る七夕のイベントとして行われた。また、期間中は島上の通路脇に町内の保育園・幼稚園・小学校で作られた笹飾りも飾られた。
- かもめ島まつり花火大会

過去に江差港西防波堤を打ち上げ箇所とした花火の打ち上げが行われた事があった。2017年は悪天候中止だったが、2018年には2日目に開催された。
- その他のイベントとして、2018年には「熱唱！かもめ島！うた自慢大会　今年　初開催！カラオケ大会！」の開催が告知されていた。他にもその年ごとに単発のイベントが企画される事もある。

## 悪天候時の対応

### 神事
基本的に、悪天候時であっても瓶子岩のしめ縄関連や厳島神社の例大祭といった神事は行われるが、時化等の荒天では、神輿の海上渡御が危険防止の観点から中止される事がある。また、初日の瓶子岩のしめ縄関連行事は悪天候時に開始時間が前倒しされる事がある。

### その他のイベント
イベントごとに、次の通りの対応を取っている。
- 海上保安庁巡視船体験航海

基本的には行われるが、時化等の荒天の場合は航海を行わずに、内部一般公開のみを行う。その場合は乗船券の配布が行われず、希望者全員の船内見学が可能となる。
- 江差小学校鼓笛隊・江差音頭千人パレード

江差小学校鼓笛隊のみ、江差町文化会館にての演奏が開催される。江差音頭千人パレードは中止となる。
- 炉端焼きコーナー

島上での開催は中止となる。前売り券を購入している場合、島下本部にて調理前の現品と引換える対応をする。なお、前売り券は祭りの両日で利用可能となっているため、初日が悪天候中止であっても翌日が好天で開催される場合での前売り券の利用が出来る。
- 全道北前船競漕大会

基本的には開催するが、荒天の場合は中止となる。
- ステージイベント

1日目に行われるものについては中止となるが、2日目に行われるものについては会場を江差町文化会館に移して開催する。
- その他、2018年（平成30年）7月7日に開催が予定されていた「熱唱！かもめ島！うた自慢大会　今年　初開催！カラオケ大会！」は、当日の悪天候によって中止となった。また、悪天候や荒天に伴って各種のイベントが中止や開始時間変更（前倒しなど）となる事もある。

なお、悪天候等による行事・イベントの中止や時間変更が伴う場合、町内にて広報車による巡回告知が行われ、江差観光コンベンション協会の公式Facebookでも告知される。また行事内容の問い合わせ先として、江差かもめ島祭りのパンフレット等に、江差観光コンベンション協会と祭り期間中のみ利用可能の島上本部の電話番号が記載されているので、その点について留意する必要があるが、その場合であっても、特に厳島神社の神事など一部行事についてはフォロー出来ていない事もあるために注意が必要である。ただし、神事については姥神大神宮の神職によって行われるため、神社への問い合わせもある程度可能である。